# Взятие Тампико (1914)
Взятие Тампико (исп. Tampico) — сражение во время Мексиканской революции. Войска армии конституционалистов под командованием генерала Пабло Гонсалеса осадили город и порт Тампико, расположенный на побережье Мексиканского залива, и после четырехдневных боёв заняли его 13 мая 1914 года.
Будучи крупным портом и нефтяным центром в начале 20 века, Тампико был стратегически важным местом, и поэтому во время мексиканской революции он приобрел большое значение для противоборствующих сил.
В ноябре 1913 года Тампико был занят федеральными войсками под командованием генерала Игнасио Морелоса Сарагосы, имевшим всего две тысячи солдат. Город и порт был защищен с востока и юго-запада лагунами Карпинтеро и Чайрель, и его можно было атаковать только с севера и частично с востока, но там он был хорошо защищен сильными позициями у Андонеги и Эскуэла-дель-Монте, так что с небольшим гарнизоном можно было долго обороняться. В дополнение к своим укреплениям федералы имели для своей защиты два боевых корабля, дислоцированные на реке Пануко: канонерскую лодку «Веракрус» и корвет «Сарагоса» с мощными 101-миллиметровыми пушками. Конституционалисты в декабре 1913 и марте 1914 года пытались взять Тампико, но не смогли этого сделать.
Из-за больших вложений американских нефтяных компаний в промышленность, в этом районе проживало немалое количество граждан США, поэтому примерно в полукилометре от устья Пануко стояли пять американских военных кораблей под командованием контр-адмирала Мэйо в качестве наблюдателей и ожидания возможности высадить десант на случай, если их гражданам будет угрожать опасность.
К концу апреля 1914 года Тампико оставался последним оплотом режима Уэрты на северо-востоке Мексики, и штаб лидера конституционалистов Каррансы из Соноры настоял, чтобы генерал Пабло Гонсалес, командующий Северо-восточным корпусом армии конституционалистов, взял город как можно скорее. Успешная операция под Монтерреем позволила Гонсалесу перебросить дополнительные силы под Тампико. С 1 по 8 мая проходила подготовка к штурму.
9 мая, в пять часов утра, артиллерия конституционалистов открыла огонь по позициям противника. В шесть часов под прикрытием артогня первыми в атаку двинулись войска у Эскуэла-дель-Монте, затем — в секторе Пануко, а затем — в центре. Федералы, поддержанные артогнем со своих кораблей, постоянно маневрирующих по Пануко, смогли отбить все атаки противника. Во второй половине дня Гонсалес, перебросив войска с других участков, направил главный удар на позиции уэртистов на холме Андонеги, который после ожесточенного боя был занят только к ночи.
Утром 10 мая конституционалисты возобновили свои атаки. Бои длились весь день, в результате которых обе стороны понесли значительные потери. Как и в предыдущий день атаки были отбиты федералами, поддержанными интенсивным огнем морской и сухопутной артиллерии.
В пять утра 11-го атаки возобновились в центральном и северном секторе, но не принесли успеха каррансистам. Тем временем в северо-восточном секторе, между Арболь-Гранде и Ла-Уастека, федералы, пройдя вдоль берега Пануко, попытались обойти части генерала Кабальеро с фланга, но конституционалисты, контратаковав, сумели восстановить положение.
На рассвете 12 мая генерал Гонсалес, усилив линию атаки пятью сотнями резервистов, бойцами своей охраны и разведчиками, начинает комбинированное наступление, поддерживаемое орудиями и пулеметами, ведущими сосредоточенный огонь по Эскуэла-дель-Монте и Каса-Мата. Ожесточенные бои с новой силой разгораются вдоль всей боевой линии, но опять федералам при поддержке своей артиллерии удается отразить все атаки.
Ночью 13 мая генерал Морелос Сарагоса, у солдат которого стали заканчиваться боеприпасы, воспользовавшись штормовым ливнем, сделавшим позиции обеих сторон непролазным болотом, приказал начать общее отступление на всех участках. Канонерская лодка «Веракрус» и пулеметы прикрывали отход федеральных войск, которые сконцентрировались на железнодорожной станции, а затем в эшелонах отступили в направлении станции Чихол, где бросили поезда, потому что путь был отрезан, и пробились по суше в городок Пануко. «Веракрус» был затоплен своим экипажем, а корвет «Сарагоса» сумел прорваться накануне ночью. Конституционалисты овладели всем городом, но не смогли преследовать противника, так как мост Эль-Моралильо через лагуну Чайрель был разведён отступившими уэртистами.
Взятие Тампико позволило конституционалистам начать переброску войск корпуса Пабло Гонсалеса в направлении предполагавшегося наступления на столицу штата Коауила — Сальтильо.